# Доймлинг, Иоахим
Иоахим Карл Пауль Николаус Доймлинг (нем. Joachim Karl Paul Nikolaus Deumling; 25 января 1910, Бунгерхоф, Германская империя — 2 апреля 2007, Бад-Лаутерберг, Германия) — немецкий юрист, оберштурмбаннфюрер СС, командир айнзацкоманды 10b в Хорватии, сотрудник Главного управления имперской безопасности.

## Биография
Иоахим Доймлинг родился 25 января 1910 года в семье помещика. В 1929 году окончил школу в Нойштетине. Изучал юриспруденцию в университетах Берлина и Бреслау. В 1933 году сдал первый государственный экзамен. В 1936 году сдал второй государственный экзамен и в 1937 году получил докторскую степень по праву.
1 мая 1933 года вступил в НСДАП (билет № 1942286). С 1936 года служил в отделении гестапо в Ганновере. В 1937 году стал заместителем руководителя отделения гестапо в Оппельне. 1 октября 1939 года возглавил отдел II O (оккупированные польские территории) в Главном управлении имперской безопасности (РСХА). В феврале 1940 года вернулся в отделение гестапо в Оппельне. В июле 1941 года переведён в отдел IV D2 РСХА, в задачи которого входили вопросы Генерал-губернаторства . 15 марта 1943 года был назначен руководителем айнзацкоманды 10b в Хорватии. В декабре 1944 года был серьезно ранен и до конца войны пробыл в госпитале.

### После войны
После окончания войны был помещён в лагерь для интернированных, но вскоре бежал. До 1951 года проживал в Германии под чужим именем. В 1954 году бежал в Египет, где участвовал в создании разведывательной спецслужбы . В 1957 году вернулся в ФРГ, где работал доверенным лицом одной из фирм в Браккведе. 26 июня 1967 года был арестован по обвинению в военных преступлениях, но в декабре 1968 года был освобождён. В 1969 году суд в Берлине начал предварительное расследование по отношению к Доймлингу, который обвинялся в пособничестве в убийстве 3823 человек. Однако эти расследования не привели к судебному разбирательству. Умер в 2007 году.